# Die Prinzen
Die Prinzen sind eine aus Leipzig stammende deutsche Musikgruppe. Mit fast 6 Millionen verkauften Tonträgern gehören sie zu den erfolgreichsten deutschen Bands.
Zu ihren bekanntesten Titeln zählen Gabi und Klaus (1991), Millionär (1991), Mann im Mond (1991), Mein Fahrrad (1991), Küssen verboten (1992), Alles nur geklaut (1993), (Du musst ein) Schwein sein (1995), So viel Spass für wenig Geld (1999) und Deutschland (2001).

## Bandgeschichte

### Anfänge und Gründung
In ihrer Jugend waren Tobias Künzel, Sebastian Krumbiegel, Wolfgang Lenk sowie Henri Schmidt bis in die erste Hälfte der 1980er Jahre Mitglieder des Leipziger Thomanerchors, Jens Sembdner sang im Dresdner Kreuzchor.
Nach der Gesangsausbildung gründeten Krumbiegel und Lenk im Jahr 1981 die Band Phönix, die ab 1985 Rockpol hieß. Weil sie keinen großen Erfolg hatten, wurde im Jahr 1987 mit Krumbiegel, Lenk und Dirk Schrot das Trio Die Herzbuben gegründet. Auf Anraten des Managers Joachim Zetzmann versuchte das Trio mit A-cappella-Stücken in der DDR Fuß zu fassen. Die Produzenten des DDR-Rundfunks produzierten mit den Herzbuben 1987 ein Dutzend Titel, welche bis zum Ende der DDR nur im deutschen Rundfunkarchiv und auf diversen Amiga-Samplern zu finden waren. Sie coverten den Song Du hast den Farbfilm vergessen sowie die Hymne My Generation von The Who.
Noch im Gründungsjahr stieß Jens Sembdner zur Band. Von nun an hatte die Band folgende Besetzung: Sembdner, Lenk, Krumbiegel und Schrot. Als die Band mit ihrer Show einen nicht unerheblichen Popularitätsschub erreicht hatte, wurde Sembdner im Herbst 1988 zur NVA eingezogen. Ihn ersetzte Kai Oliver, den die Band an der Leipziger Musikhochschule entdeckt hatte, aber die Zusammenarbeit hielt nur ein Jahr, weil er sich entschlossen hatte, die DDR zu verlassen. Als Ersatz folgte Henri Schmidt. Auch Dirk Schrot verließ im November 1989 die Band und das Land. Aufgrund der häufigen Personalwechsel war die Band bis zur Rückkehr von Jens Sembdner im Januar 1990 inaktiv. Manager Zetzmann hatte Beziehungen zum ZDF und zum Musikverleger George Glueck, sodass sie in der Nachwuchsshow Hut ab auftraten. George Glueck saß in der Jury und stellte den Kontakt zu Annette Humpe her.

### 1990er Jahre

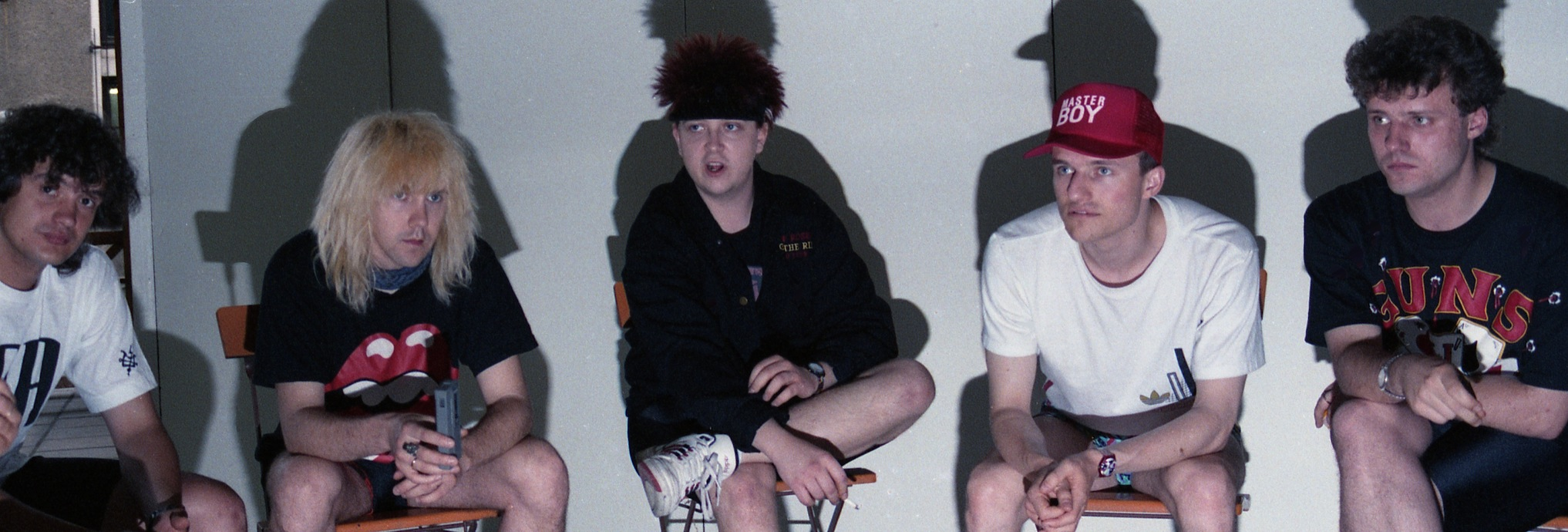
Die Prinzen bei einem Interview vor einem Konzert 1992 in Magdeburg

Im Herbst 1990 besuchte Humpe die Band, um sie kennenzulernen. Danach buchte sie im November 1990 das Tonstudio von Anselm Kluge, um erste Aufnahmen zu machen. Um einer Verwechslung mit den zur selben Zeit plötzlich sehr bekannt gewordenen Wildecker Herzbuben zu entgehen, nahm die Band im April 1991 den neuen Namen Die Prinzen an.
Einen Tag vor der Fotosession für das Single-Cover stieg Tobias Künzel ein, der bis 1989 Mitglied in der Band Amor & die Kids gewesen war und anschließend eine Solokarriere versucht hatte. Ali Zieme stieg im August 1991 als Schlagzeuger in die Band ein. Gleich darauf hatten sie ihren Durchbruch mit ihrem ersten Hit Gabi und Klaus. Im September desselben Jahres brachten sie ihr Debütalbum Das Leben ist grausam mit den ebenfalls erfolgreichen Singleauskopplungen Millionär (1991), Mann im Mond (1991) und Mein Fahrrad (1991) heraus und gingen in dem Jahr gemeinsam mit Udo Lindenberg auf Tournee.
Die Prinzen gingen im Frühjahr 1992 auf ihre eigene Clubtour, dabei wurden sie vom Schlagzeuger Ali Zieme begleitet. Im Herbst veröffentlichten sie die Single Küssen verboten und das gleichnamige Album. Im Dezember 1992 standen die Prinzen in Frankfurt am Main beim Festival Heute die! Morgen Du! auf der Bühne, um ihr Engagement gegen rechte und ausländerfeindliche Tendenzen mit ihrem Titel Bombe zu repräsentieren.
Von Februar bis Mai 1993 gingen sie auf Tour. Mathias Dietrich stieg im Jahr 1994 als Bassist in die Band ein. Außerdem kamen in diesem Jahr die Single und das Album Alles nur geklaut auf den Markt, auf die 1994 die zugehörige Tour folgte. Von der erfolgreichsten Tour wurde in Leipzig ein Video mitgeschnitten und herausgebracht. Ein Jahr später erschienen die Single (Du musst ein) Schwein sein und das Album Schweine. Dabei änderte die Band ihren Stil, denn die Musik wurde rockiger und sie benutzten vermehrt elektronische Hilfsmittel. Die Texte beschäftigten sich mehr mit Sex und Gesellschaft, die Wortwahl wurde aggressiver. Die zentrale Aussage („Du musst ein Schwein sein in dieser Welt“), wenn auch teilweise ironisch gemeint, stand im starken Gegensatz zu den Texten der ersten drei Alben.
Von November bis Dezember 1995 gingen sie auf Tour durch Deutschland. 1996 erschienen die nächste Single Alles mit’m Mund und das gleichnamige Studioalbum, welches von Stefan Raab und Lenk produziert wurde. 1997 folgte die Tour. Dazu gab es im selben Jahr noch ein Best-of-Album Ganz oben: Hits MCMXCI – MCMXCVII. Nach diesen vielen Alben im Jahrestakt legten Die Prinzen eine schöpferische Pause ein. Im April 1999 veröffentlichte sie mit dem von Wolfgang Lenk produzierten Titel So viel Spass für wenig Geld die Lead-Single zu dem im Mai 1999 erschienenen gleichnamigen Studioalbum; noch im selben Jahr folgte das Weihnachtsalbum Festplatte. Im Anschluss gab es eine Weihnachtsclubtour zur Festplatte.

### 2000er Jahre

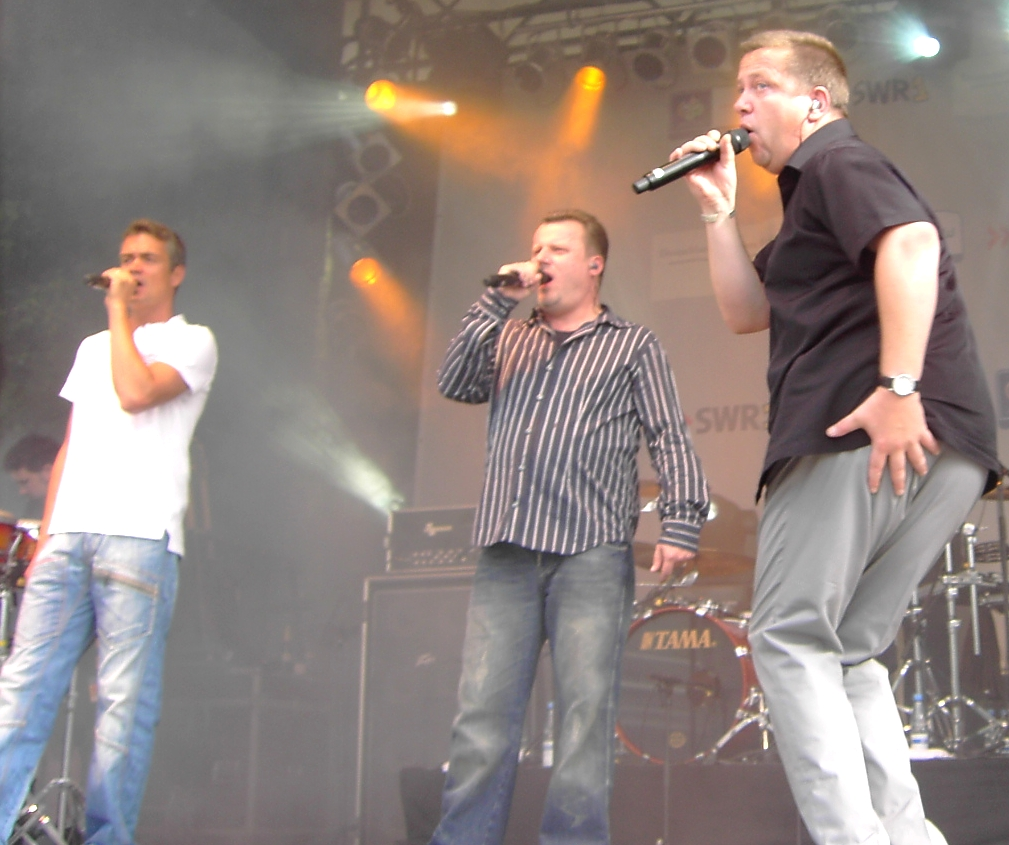
Sembdner, Schmidt und Krumbiegel (von links) im Juni 2006

Anfang des Jahres 2000 kam es wieder zu einer Zusammenarbeit mit Annette Humpe in Hamburg, um das achte Studioalbum zu produzieren. Nach langjähriger Zusammenarbeit trennte man sich vom Manager Joachim Zetzmann. Sein Nachfolger war Andreas Läsker. Am 1. Oktober 2001 erschien das Album D. Die erste Singleauskopplung Deutschland erreichte Platz 15 der deutschen Singlecharts. Bis Dezember 2001 spielten Die Prinzen mit ihrer Jubiläumstour 10 Jahre Prinzen Konzerte in Deutschland, Luxemburg, Österreich und der Schweiz. Im Jahr 2003 folgte Monarchie In Germany als ihr neuntes Studioalbum. Die dazugehörige Single Chronisch Pleite platzierte sich wie auch das Album in den Charts. Im November 2004 kam mit Hardchor ein neues Album.

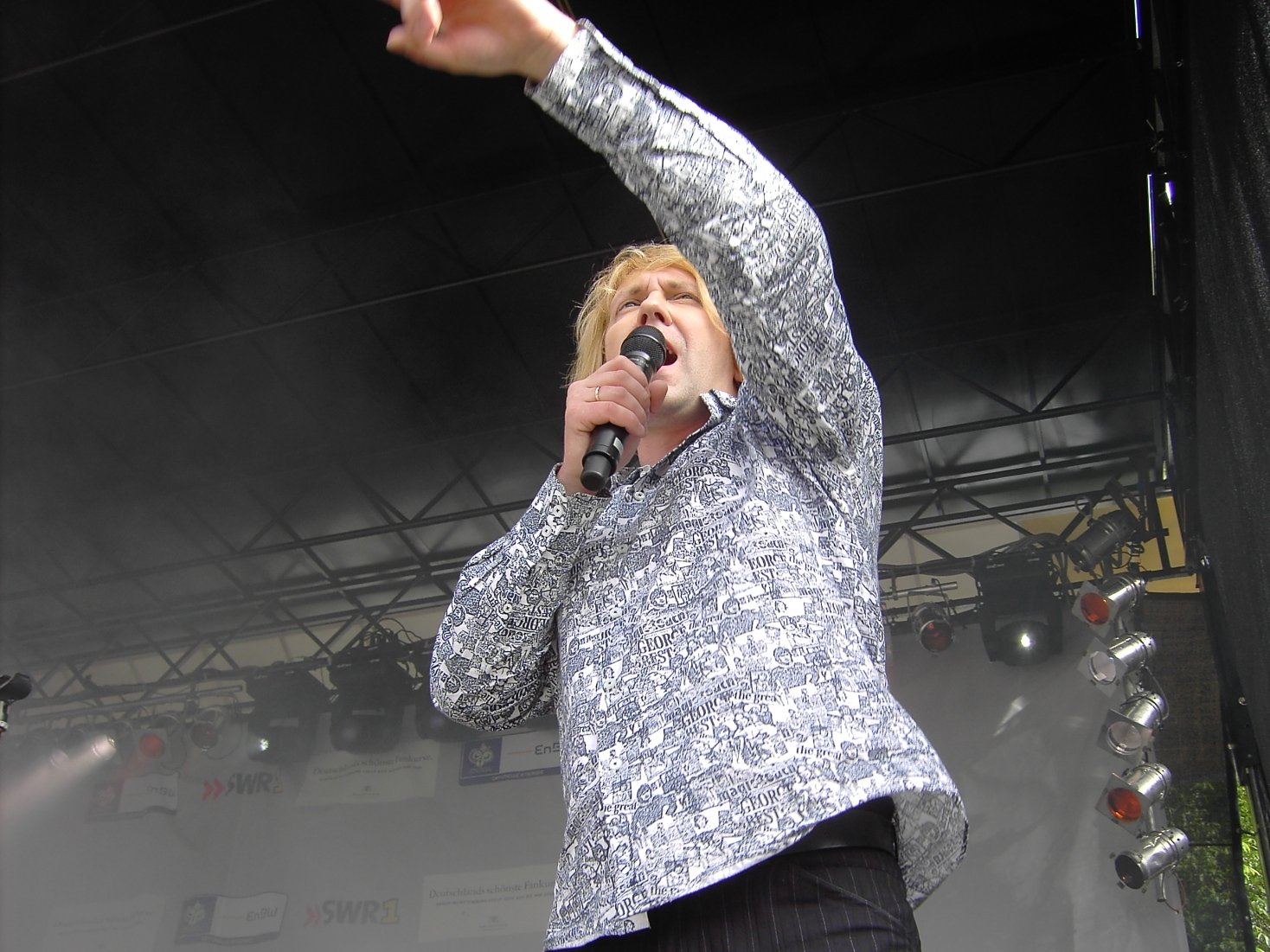
Tobias Künzel

Hier wandte sich der Stil aber eindeutig von der elektronischen Musik ab und hin zu akustischem Pop-Rock. 2006 feierten sie mit der Tour Akustisch Live ihr 15-jähriges Bestehen. Im November 2006 gaben die Prinzen mit dem Filmorchester Babelsberg ein Konzert, das im darauf folgenden Frühjahr auf DVD und CD mit dem Titel Die Prinzen – Orchestral veröffentlicht wurde. 2007 waren sie auf Schlösser Tour und arbeiteten mit der Sängerin Annett Louisan zusammen. Auf der CD Das optimale Leben unterstützten sie die Sängerin gesanglich beim Lied Mein innerer Schweinehund. Am 5. September 2008 erschien die neue Single Frauen Sind Die Neuen Männer von dem am 26. September 2008 veröffentlichten Album Die Neuen Männer. Auf diesem Album spielen sie auch mit dem Thema Denglisch.

### 2010er Jahre
2011 feierten die Prinzen ihr 20-jähriges Bestehen. Zu diesem Anlass veröffentlichten sie am 19. November 2010 das Best-of-Album Es war nicht alles schlecht. Am 1. Juni 2011 gab die Band ein Open-Air-Konzert auf dem Eröffnungsabend des 33. Deutschen Evangelischen Kirchentages. 2013 begaben sich die Prinzen auf eine Kirchentour quer durch Deutschland.
Am 23. Februar 2015 wurde bekannt gegeben, dass Sebastian Krumbiegel und Tobias Künzel an der Sendung Sing meinen Song – Das Tauschkonzert (2. Staffel) teilnehmen werden. Die CD zu dieser zweiten Staffel Sing meinen Song – Das Tauschkonzert erreichte Platz 1 der deutschen Albumcharts und hielt sich wochenlang in den Top 10 der deutschen Albumcharts sowie monatelang in den Top 100. Im Oktober 2015 wurde dieses Album mit Platin ausgezeichnet. Von verschiedenen Künstlern wurden folgende Prinzen-Songs dargeboten:
- Alles nur geklaut
- (Du musst ein) Schwein sein
- Millionär
- Küssen verboten
- Alles mit’m Mund
- Schlaflied
- Deutschland

Während der zweiten Staffel Sing meinen Song – Das Tauschkonzert präsentierten die Prinzen mit dem Titel Er steht im Regen ihre erste Single aus dem Album Familienalbum, das passend zur Sendung am 29. Mai 2015 erschien und das erste Studioalbum der Band seit sieben Jahren war. Auf dem neuen Album orientierten sich die Prinzen zurück zu ihren Wurzeln. Das Album erinnert vom Klang an die frühen Prinzen-Alben. Hier standen hauptsächlich die fünf Gesangsstimmen im Vordergrund und wurden maximal mit Schlagzeug und Bass begleitet. Das Album schaffte es auf Anhieb auf Platz 9 der deutschen Albumcharts und ist somit das erste Top-Ten-Album seit 1999. Erstmals nach 2001 erreichte es auch wieder die österreichischen Albumcharts und nach 1995 sogar wieder die Schweizer Albumcharts Am 31. Juli 2015 erschien mit Unsere besten Zeiten die zweite Single vom Familienalbum.
2015 wurden die Prinzen mit dem Europäischen Kulturpreis für gesellschaftliches Engagement ausgezeichnet. Die Verleihung fand im Herbst statt.
Am 16. Oktober 2015 erschien die Live-Doppel-CD, DVD und Blu-ray Die Prinzen – Eine Nacht in der Oper. Es ist eine Aufzeichnung ihres Konzert von Anfang Juni 2015 in der Leipziger Oper. Während die CD auf Platz 39 der deutschen Albumcharts einstieg, erreichte die DVD und Blu-ray in der ersten Woche Platz 12 der deutschen Musik-DVD-Charts.
2016 feierten die Prinzen ihr 25-jähriges Bestehen. Dazu passend heißt ihre Tour „25 Jahre auf Bewährung“. Die Tour startete am 24. Februar und führt durch ganz Deutschland.
Am 11. März 2017 strahlte der TV-Sender VOX die Doku 25 Jahre Die Prinzen – Das Doku-Event aus. Für diese Doku begleitete der TV-Sender die Band 2016 für einige Wochen. In der Doku wurden die sieben Prinzen von sieben Prominenten interviewt. Zudem erzählen Weggefährten wie Annette Humpe oder Udo Lindenberg von ihren Erlebnissen mit der Band. Die Doku erzählt auch detailliert die Geschichte der Band und gibt Einblicke ins Leben der Prinzen, auch abseits der Bühne.
Ab Frühjahr 2018 waren die Prinzen mit Orchester auf Tour. Ihre Tour führte sie durch ganz Deutschland u. a. Hamburg, Berlin, Leipzig. Ein Highlight ist das Konzert in der Elbphilharmonie in Hamburg. Viele Konzerte waren nach kurzer Zeit ausverkauft.
Seit 12. November 2019 haben die Prinzen Uwe Kanthak als Manager (aktiv für Helene Fischer, Vicky Leandros u. a. m.).

### 2020er Jahre
Im Jahr 2020 mussten die Prinzen ab März des Jahres aufgrund der COVID-19-Pandemie alle ihre noch kommenden Konzerte auf das Jahr 2021 verschieben.
2021 feiern die Prinzen ihr 30-jähriges Bühnenjubiläum, zu diesem Anlass erschien am 29. Januar 2021 die erste Single Dürfen darf man alles vom für den 21. Mai 2021 angekündigten und dann auf dem 28. Mai verschobenen neuen Album „Krone der Schöpfung“.
Für 2021 hatten die Prinzen auch Zusammenarbeit mit anderen Künstlern angekündigt.
Am 26. Februar 2021 veröffentlichten sie als zweite Single, zusammen mit der Kindermusik-Band Deine Freunde, eine neue Version des 1993 erschienenen Hits Alles nur geklaut.
Am 26. März 2021 veröffentlichten sie als dritte Veröffentlichung den Titelsong vom gleichnamigen Album Krone der Schöpfung.
Am 23. April 2021 wurde mit der Sängerin Mine eine neue Version von Gabi und Klaus veröffentlicht. Es war die vierte Vorabsingle zum neuen Album.
Am 14. Mai 2021 brachten die Prinzen zusammen mit den Rappern Eko Fresh und MoTrip den Song Millionär 2021 heraus. Am 15. Mai 2021 wurde der Song live auf dem Free European Song Contest 2021 vorgestellt.
Mit Geliebte Zukunft wurde am 21. Mai 2021 um 13 Uhr die letzte Vorabsingle vom neuen Album veröffentlicht. Zeitgleich zur Veröffentlichung auf allen bekannten Streamingdiensten wurde auch das Musikvideo zum Song auf YouTube veröffentlicht. Am selben Abend präsentierten die Prinzen den neuen Song und als zweiten Song zusätzlich, zusammen mit der Band Deine Freunde, Alles nur geklaut 2021 bei der MDR-Talkshow Riverboat.
Am 28. Mai 2021 veröffentlichten die Prinzen mit Krone der Schöpfung ihr zwölftes Studioalbum. Auf dem Album befinden sich 12 neue Songs (inklusive aller Vorabveröffentlichungen) und 5 alte Hits, die sie zusammen mit anderen Künstlern (Deine Freunde; Mine; Jennifer Weist; Eko Fresh; MoTrip und die Doofen) neu aufgenommen haben. Der Stil des Albums ist wieder moderner gehalten, dennoch steht weiterhin der Chorgesang im Vordergrund. Folgende Lieder wurden neu aufgenommen:
- Alles nur geklaut 2021 (mit Deine Freunde; Original von 1993)
- (Du musst ein) Schwein sein 2021 (mit die Doofen; Original von 1995)
- Millionär 2021 (mit Eko Fresh und MoTrip; Original von 1991)
- Küssen verboten 2021 (mit Jennifer Weist; Original von 1992)
- Gabi und Klaus 2021 (mit Mine; Original von 1991)

Zur Veröffentlichung des neuen Albums am 28. Mai 2021 strahlte der Sender MDR die Doku Legenden: Die Prinzen – Dürfen darf man alles aus, die Einblicke in die Vorbereitungen ihres Studio-Konzertes und ihrer 30-jährigen Erfolgsgeschichte zeigt.
Am 29. Mai 2021 traten die Prinzen im ZDF Fernsehgarten auf. Sie präsentierten dort die Songs Geliebte Zukunft und Alles nur geklaut 2021 mit Deine Freunde.
Das Musikvideo zu Dürfen darf man alles erreichte Ende Mai 2021 über eine Million Aufrufe auf YouTube.
Am 2. Juni 2021 strahlt der MDR das Studio-Konzert unter dem Titel Krone der Schöpfung – Das Studio-Konzert aus. Das Konzert wurde am 6. und 7. April 2021 im GAGA Tonstudio in Hamburg aufgezeichnet.
Am 4. Juni 2021 erreichten die Prinzen mit Krone der Schöpfung Platz 2 der deutschen Album-Charts. Es ist die bis dato höchste Platzierung in der Bandgeschichte. Mit Platz 16 in den Schweizer Album-Charts hat das Album die höchste Platzierung seit 1993 (Alles nur geklaut, Platz 13) in der Schweiz erreicht. In Österreich erreichte das Album Platz 10. Es ist die beste Platzierung seit 1995 (Schweine, Platz 6) in Österreich.
Am 17. September 2021 gewannen die Prinzen die Goldene Henne in der Kategorie Ehrenpreis Musik anlässlich ihres 30-jährigen Bestehens.
Am 2. Dezember 2022 veröffentlichten die Prinzen als Single den Weihnachtsklassiker Happy Xmas (War Is Over) von John Lennon und Yoko Ono aus dem Jahre 1971 in einer neuen Version.

## Diskografie
Studioalben

| Jahr | Titel Musiklabel                                | Höchstplatzierung, Gesamtwochen, AuszeichnungChartplatzierungen (Jahr, Titel, Musiklabel, Platzierungen, Wochen, Auszeichnungen, Anmerkungen) | Höchstplatzierung, Gesamtwochen, AuszeichnungChartplatzierungen (Jahr, Titel, Musiklabel, Platzierungen, Wochen, Auszeichnungen, Anmerkungen) | Höchstplatzierung, Gesamtwochen, AuszeichnungChartplatzierungen (Jahr, Titel, Musiklabel, Platzierungen, Wochen, Auszeichnungen, Anmerkungen) | Anmerkungen                                                   |
| Jahr | Titel Musiklabel                                | DE | AT | CH | Anmerkungen                                                   |
| ---- | ----------------------------------------------- | --- | --- | --- | ------------------------------------------------------------- |
| 1991 | Das Leben ist grausam Hansa Records (BMG)       | DE5 ×2Doppelplatin · (78 Wo.)DE | AT39 (2 Wo.)AT | CH20 Gold · (13 Wo.)CH | Erstveröffentlichung: 9. September 1991 Verkäufe: + 1.200.000 |
| 1992 | Küssen verboten Hansa Records (BMG)             | DE6 ×3Dreifachgold · (48 Wo.)DE | — | CH21 Gold · (5 Wo.)CH | Erstveröffentlichung: 28. September 1992 Verkäufe: + 800.000  |
| 1993 | Alles nur geklaut Hansa Records (BMG)           | DE4 ×3Dreifachgold · (41 Wo.)DE | AT2 Gold · (16 Wo.)AT | CH13 Gold · (17 Wo.)CH | Erstveröffentlichung: 12. November 1993 Verkäufe: + 900.000   |
| 1995 | Schweine Hansa Records (BMG)                    | DE3 Gold · (37 Wo.)DE | AT6 (15 Wo.)AT | CH22 (12 Wo.)CH | Erstveröffentlichung: 24. April 1995 Verkäufe: + 500.000      |
| 1996 | Alles mit’m Mund Hansa Records (BMG)            | DE25 (10 Wo.)DE | — | — | Erstveröffentlichung: 21. Oktober 1996                        |
| 1999 | So viel Spaß für wenig Geld Hansa Records (BMG) | DE9 (17 Wo.)DE | — | — | Erstveröffentlichung: 10. Mai 1999                            |
| 2001 | D Hansa Records (BMG)                           | DE13 (20 Wo.)DE | AT50 (6 Wo.)AT | — | Erstveröffentlichung: 1. Oktober 2001                         |
| 2003 | Monarchie in Germany Hansa Records (BMG)        | DE17 (8 Wo.)DE | — | — | Erstveröffentlichung: 17. März 2003                           |
| 2004 | HardChor Hansa Records (BMG)                    | DE61 (4 Wo.)DE | — | — | Erstveröffentlichung: 22. November 2004                       |
| 2008 | Die neuen Männer Ariola (Sony BMG)              | DE42 (4 Wo.)DE | — | — | Erstveröffentlichung: 3. Oktober 2008                         |
| 2015 | Familienalbum RCA Records (Sony)                | DE9 (8 Wo.)DE | AT52 (2 Wo.)AT | CH52 (2 Wo.)CH | Erstveröffentlichung: 29. Mai 2015                            |
| 2021 | Krone der Schöpfung Warner Music (Warner)       | DE2 (13 Wo.)DE | AT10 (2 Wo.)AT | CH16 (6 Wo.)CH | Erstveröffentlichung: 28. Mai 2021                            |

## Auszeichnungen und Preise
Echo Pop
- 1993: in der Kategorie „Gruppe National Rock/Pop“
- 1994: in der Kategorie „Videoclip national“ (Alles nur geklaut)

Goldene Stimmgabel / Goldene Europa
- 1993, 1998

Popcorn
- 1992: „Gold“ in der Kategorie „Band“

RSH-Gold
- 1992: in der Kategorie „Newcomer National“[8]
- 1994: in der Kategorie „Video des Jahres“[8]

Sonstige
- 1993: Deutscher Musikpreis
- 1999: Fred-Jay-Preis
- 2006: Preis der Vereinigung Gegen Vergessen – Für Demokratie
- 2012: Ehrenpreis des Deutschen Nachhaltigkeitspreises
- 2015: Europäischer Kulturpreis Pro Europa
- 2021: Goldene Henne (Ehrenpreis Musik)[9]